# Susan Collins
Susan Margaret Collins (nascida em 7 de dezembro de 1952) é uma política e servidora pública e senadora dos Estados Unidos pelo estado de Maine e membro do Partido Republicano. 
Collins ao ser reeleita em 2008, tornou-se a senadora mais votada na história do Maine, com 444 587 votos.